# 华润医药商业
华润医药商业集团有限公司，简称华润医药商业，是华润医药集团全资的大型医药流通企业，前身為北京醫藥股份有限公司，主要業務分布为医疗市场、社区市场、商业分销、零售连锁、工业生产等。
現時董事長及首席執行官陈济生女士。2008年，被華潤集團旗下的華潤醫藥收購。其地區包括山东、辽宁、吉林、黑龙江、内蒙古、河南、河北、江苏、浙江等地區，總部位於北京市东城区安定门内大街257号。

## 外部連結
- 华润医药商业集团股份有限公司